# Верх-Чуманка
Верх-Чуманка — село в Баевском районе Алтайского края России. Административный центр и единственный населённый пункт Верх-Чуманского сельсовета.

## История
Деревня Верх-Чуманка (Ильинка) была основана в 1676 году. В 1928 году в ней функционировали школа, телефон, 2 лавки, имелось 660 хозяйств, проживало 3348 человек. В административном отношении являлась центром сельсовета Баевского района Каменского округа Сибирского края.

## География
Находится в северо-западной части Алтайского края, в лесостепной приобской зоне, на берегах реки Чуман (правый приток реки Кулунда), на расстоянии 16 километров по прямой к северо-западу от села Баева. Абсолютная высота 152 метра над уровнем моря. Средняя температура января: −18,7 °C, июля: +19,4 °C. Годовое количество осадков: 330 мм.

## Население
| 1926  | 1997  | 1998  | 1999  | 2000  | 2001  | 2002  |
| ----- | ----- | ----- | ----- | ----- | ----- | ----- |
| 3348  | ↘1428 | ↘1424 | ↘1377 | ↘1357 | ↘1346 | ↗1369 |
| 2003  | 2004  | 2005  | 2006  | 2007  | 2008  | 2009  |
| ↘1270 | ↘1262 | ↘1126 | ↘1101 | ↘1016 | ↘1012 | ↘1002 |
| 2010  | 2011  | 2012  | 2013  | 2014  | 2015  | 2016  |
| ↘962  | ↘954  | ↘927  | ↘909  | ↘896  | ↘870  | ↘847  |
| 2017  | 2018  | 2019  | 2020  | 2021  |       |       |
| ↘826  | ↘815  | ↘778  | ↘747  | ↘729  |       |       |

Согласно результатам переписи 2002 года, в национальной структуре населения русские составляли 94 %.

## Инфраструктура
Функционируют средняя общеобразовательная школа, детский сад и отделение «Почты России».

## Улицы
Уличная сеть состоит из 16 улиц и 2 переулков.